# Leon Vranken
Pour les articles homonymes, voir Vranken.
Leon Vranken, né en 1975 à Maaseik (Belgique), est un artiste belge. Il vit et travaille à Anvers (Belgique),.

## Biographie et œuvres
Le travail de Leon Vranken est radical dans sa simplicité et accorde une grande attention à la matière et à la finition, exprimant à la fois tension et calme. Il mêle attente et expertise technique. Avec une formation en architecture de paysage, après sa formation artistique in situ à l'Académie royale des beaux-arts d'Anvers, il consacre ses énergies aux arts plastiques. Ses œuvres diverses — sculptures, installations, photos ou interventions — sont principalement développées en interaction avec l'espace. Vranken termine ses études à l'Institut supérieur des beaux-arts de Gand en 2007 et a des expositions internationales dans des villes comme New York, Londres et Toronto. Leon Vranken est toujours capable de perturber la reconnaissance visuelle directe en privant les objets du quotidien de leur fonction et en utilisant délibérément divers matériaux. On pourrait qualifier son travail de trompe-l'œil sculptural, configurations séduisantes mais trompeuses.
Ensembles géométriques, sculptures sophistiquées et faux ready-made sont minutieusement orchestrés dans l'espace. La forme, la présentation et le sens glissent continuellement les uns sur les autres comme des plaques tectoniques. Avec ses compositions spatiales, l'artiste défie la gravité, le spectateur et le médium. L'image entre en dialogue avec le cadre, la sculpture avec le piédestal,.

## Récompenses et distinctions
- Young Belgian Art Prize 2009

## Sources
- C. L., « La Française provinciale et l'Américaine du Sud », Arts Libres,‎ 15 décembre 2015
- Sam Steverlynck, « Steen, Schaar, Papier », H ART,‎ 5 juin 2014
- Isabelle De Baets, « Wankel evenwicht », OKV,‎ 1er mars 2011
- Johan Debruyne, « Sculptuur wordt schilderij », H ART,‎ 24 juin 2010
- Roger-Pierre Turine, « Léon Vranken ou l'illusion du réel », La Libre Belgique,‎ 4 octobre 2013 (lire en ligne)